# Friedrich von Nettelbladt
Friedrich Freiherr von Nettelbladt, auch Friedrich Franz Freiherr von Nettelbladt, vollständig Friedrich Franz Christian Eduard Adolph Freiherr von Nettelbladt (* 20. Februar 1859 in Schwerin; † 18. Oktober 1894 in Dockenhuden) war ein deutscher Verwaltungsjurist und Afrika-Reisender.

## Leben
Friedrich von Nettelbladt war der älteste Sohn des mecklenburgischen Offiziers und Prinzenerziehers Ferdinand von Nettelbladt und seiner Frau Klara Louise Oelgard Elisabeth Franziska, geb. von Passow († 1893 in Ludwigslust). Zu seinen Paten zählten der preußische Generalleutnant Adolf von Hertzberg (1790–1861) und Helmuth von Oertzen (1834–1920) auf Leppin (Lindetal).
Er wuchs zunächst in Dresden auf, wo die Familie gemeinsam mit dem Erbgroßherzog Friedrich Franz III. von Mecklenburg-Schwerin während dessen Schulzeit auf dem Vitzthumschen Gymnasium lebte, und dann in Rostock. Hier bestand er 1877 sein Abitur auf der Großen Stadtschule.
Er studierte Rechts- und Staatswissenschaft an den Universitäten Tübingen, 1878/19 Rostock und Berlin. Im Wintersemester 1877/1878 wurde er Mitglied der Tübinger Burschenschaft Derendingia. 1882 bestand er das Referendarexamen und arbeitete bis 1887 an verschiedenen mecklenburgischen Gerichten. 1886 wurde er an der Universität Rostock zum Dr. jur. promoviert. 
Ab 1887 besuchte er das neu gegründete Seminar für Orientalische Sprachen in Berlin, um sich für den Dragomandienst ausbilden zu lassen. Vermutlich vermittelt durch Jasper von Oertzen, brachte er Anfang 1889 eine Kolonne der von Johannes Wichern 1886 gegründeten Genossenschaft freiwilliger Krankenpfleger im Kriege nach Ostafrika zur Wissmann-Truppe von Hermann von Wissmann und nahm dort an Aktionen der Truppe gegen den Aufstand der ostafrikanischen Küstenbevölkerung teil. Dabei, so Karl von Gravenreuth, war er bestrebt, in Wesen und Verständnis der Eingeborenen und ihrer Sprache einzudringen. 1891 veröffentlichte er die Ergebnisse seiner Studien als Suaheli Dragoman.
Im April 1890 trat er von Sansibar aus die Rückreise um das Kap der guten Hoffnung an. Das Schiff transportierte 400 Sansibariten für den Kongostaat. Die Reise gab ihm Gelegenheit, sowohl Kapstadt als auch die Kongomündung kennenzulernen. Über die Kapverden kehrte er im Juli 1890 nach Hamburg zurück. Seitdem beschäftigte er sich mit Sprachstudien, war dann jedoch als Beamter im höheren Verwaltungsdienst tätig.
Im Februar 1894 heiratete er Luise Wilhelmine Charlotte, geb. von Bonin (1846–1933). Die Baronin von Nettelbladt wurde schon nach acht Monaten Ehe Witwe und in ihrer langen Witwenzeit eine wichtige Persönlichkeit der Hamburger Gemeinschaftsbewegung. Sie war Mitglied im Damenkomitee des Hamburger CVJM und Vorsitzende des Jungfrauen-Vereins. Sie lebte zuletzt im Pastorat der eigenständigen hinter dem Hamburger Gänsemarkt gelegenen St.-Anschar-Kapelle am St. Anscharplatz 8.

## Schriften
- Der Strafvertrag nach gemeinem Rechte. Zugl. Jur.-Diss. Univ. Rostock, 1886. Verlag Kober, Ludwigslust 1886. (Digitalisat), In: Internet Archive
- Maschairi im Kisuaheli. In: Carl Gotthilf Buettner: Zeitschrift für Afrikanische Sprachen. 3 (1890), S. 285–292.
- Erwerbsaussichten für Deutsche in Ostafrika. D. K.-Z. 1890.
- Suaheli Dragoman: Gespräche, Wörterbuch und practische Anleitungen zum Verkehr mit den Eingeborenen in Deutsch-Ostafrika. F. A. Brockhaus, Leipzig, 1891 (Digitalisat), In: HathiTrust